# Village Voice Film Poll

Le Village Voice Film Poll (ou VVFP) est un classement annuel proposé depuis 1999 par l'hebdomadaire new-yorkais The Village Voice par les 100 principaux critiques de films issus des médias alternatifs. Le classement (« Poll ») est compilé en plusieurs Top 10 des meilleurs films, acteurs, actrices, etc. et sont ensuite publiés dans le magazine.
En 1999, Village Voice a nommé le meilleur film de la décennie (Safe), le meilleur réalisateur de la décennie (Hou Hsiao-hsien) et le meilleur film du siècle (Citizen Kane). En 2009, le magazine a également nommé Mulholland Drive meilleur film de la décennie.
The Village Voice a complètement cessé de paraître en août 2018. Cependant, tout comme le sondage Pazz & Jop de Village Voice, Film Poll s'est poursuivi à travers différentes publications depuis la fin du journal. Le critique de cinéma Mike D'Angelo a continué d'interroger les contributeurs fréquents du sondage pour la catégorie Meilleur film. Les résultats ont été publiés dans Slate (magazine) en 2018 et Filmmaker (magazine) en 2019 et 2020,,.

## Catégories de récompenses
- Meilleur film
- Meilleur réalisateur
- Meilleur acteur
- Meilleure actrice
- Meilleur acteur dans un second rôle
- Meilleure actrice dans un second rôle
- Meilleur scénario
- Meilleur espoir
- Meilleur premier film
- Meilleur film non-distribué
- Meilleur film d'animation
- Meilleur film documentaire
- Pire film

## Palmarès

### Meilleur film
- 1999 : Dans la peau de John Malkovich (Being John Malkovich)
- 2000 : Beau Travail
- 2001 : Mulholland Dr.
- 2002 : Loin du paradis (Far from Heaven)
- 2003 : Lost in Translation
- 2004 : Before Sunset
- 2005 : A History of Violence
- 2006 : Army of Shadows
- 2007 : There Will Be Blood
- 2008 : WALL-E
- 2009 : Démineurs (The Hurt Locker)
- 2010 : The Social Network
- 2011 : The Tree of Life

### Meilleur premier rôle
- 1999 : Hilary Swank – Boys Don't Cry
- 2000 : Gillian Anderson – Chez les heureux du monde (The House of Mirth)
- 2001 : Naomi Watts – Mulholland Dr.
- 2002 : Julianne Moore – Loin du paradis (Far from Heaven)
- 2003 : Bill Murray – Lost in Translation
- 2004 : Imelda Staunton – Vera Drake
- 2005 : Heath Ledger – Le Secret de Brokeback Mountain (Brokeback Mountain)

#### Meilleur acteur
- 2006 : Ryan Gosling – Half Nelson
- 2007 : Daniel Day-Lewis – There Will Be Blood
- 2008 : Sean Penn – Harvey Milk (Milk)
- 2009 : Jeremy Renner – Démineurs (The Hurt Locker)
- 2010 : Jesse Eisenberg – The Social Network
- 2011 : Michael Shannon – Take Shelter

#### Meilleure actrice
- 2006 : Helen Mirren – The Queen
- 2007 : Anamaria Marinca – 4 mois, 3 semaines, 2 jours (4 luni, 3 săptămâni și 2 zile)
- 2008 : Sally Hawkins – Be Happy (Happy-Go-Lucky)
- 2009 : Tilda Swinton – Julia
- 2010 : Jennifer Lawrence – Winter's Bone
- 2011 : Anna Paquin – Margaret

### Meilleur second rôle
- 1999 : Chloë Sevigny – Boys Don't Cry
- 2000 : Benicio del Toro – Traffic
- 2001 : Steve Buscemi – Ghost World
- 2002 : Chris Cooper – Adaptation.
- 2003 : Peter Sarsgaard – Le Mystificateur (Shattered Glass)
- 2004 : Mark Wahlberg – J'adore Huckabees (I ♥ Huckabees)

#### Meilleur acteur dans un second rôle
- 2006 : Jackie Earle Haley – Little Children
- 2007 : Javier Bardem – No Country for Old Men
- 2008 : Heath Ledger – The Dark Knight : Le Chevalier noir (The Dark Knight)
- 2009 : Christoph Waltz – Inglourious Basterds
- 2010 : John Hawkes – Winter's Bone
- 2011 : Albert Brooks – Drive

#### Meilleure actrice dans un second rôle
- 2006 : Luminița Gheorghiu – La Mort de Dante Lazarescu (Moartea domnului Lăzărescu)
- 2007 : Cate Blanchett – I'm Not There
- 2008 : Penélope Cruz – Vicky Cristina Barcelona
- 2009 : Mo'Nique – Precious (Precious: Based on the Novel "Push" by Sapphire)
- 2010 : Jacki Weaver – Animal Kingdom
- 2011 : Jeannie Berlin – Margaret

## Palmarès 2003

### Meilleure performance
- Johnny Depp pour le rôle du capitaine Jack Sparrow dans Pirates des Caraïbes : La Malédiction du Black Pearl (Pirates of the Caribbean: The Curse of the Black Pearl) (2ème place)

## Palmarès 2005

### Meilleur film
- A History of Violence

### Meilleur réalisateur
- David Cronenberg pour A History of Violence

### Meilleur second rôle
- Maria Bello pour le rôle de Edie Stall dans A History of Violence
  - William Hurt pour le rôle de Richie Cusack dans A History of Violence (5ème place)
  - Ed Harris pour le rôle de Carl Fogarty dans A History of Violence (8ème place)

### Meilleur scénario
- A History of Violence – Josh Olson (3ème place)

### Meilleure performance
- A History of Violence – Viggo Mortensen (7ème place)

## Palmarès 2006

### Meilleur film
- Lettres d'Iwo Jima (Letters from Iwo Jima)

## Palmarès 2007

### Meilleure actrice
- Marina Hands pour le rôle de Constance Chatterley dans Lady Chatterley

## Palmarès 2009

### Meilleure actrice
- Yolande Moreau pour le rôle de Séraphine Louis dans Séraphine
- Arta Dobroshi pour le rôle de Lorna dans Le Silence de Lorna

## Palmarès 2010

### Meilleure actrice dans un second rôle
- Chloë Grace Moretz pour le rôle de Mindy Macready / Hit-Girl dans Kick-Ass

## Palmarès 2011

### Meilleur film d'animation
1. Rango[5]
2. Les Aventures de Tintin : Le Secret de La Licorne (The Adventures of Tintin : The Secret of the Unicorn)

### Meilleur acteur dans un second rôle
- Andy Serkis pour le rôle de César dans La Planète des singes : Les Origines (Rise of the Planet of the Apes)

## Palmarès 2012
Le Village Voice Film Poll 2012 a été annoncé le 19 décembre 2012.
- Meilleur film : The Master
- Meilleur réalisateur : Paul Thomas Anderson pour The Master
- Meilleur acteur : Joaquin Phoenix pour le rôle de Freddie Quell dans The Master
- Meilleure actrice : Rachel Weisz pour le rôle de Hester Collyer dans The Deep Blue Sea
- Meilleur acteur dans un second rôle : Matthew McConaughey pour le rôle de Dallas dans Magic Mike
- Meilleure actrice dans un second rôle : Amy Adams pour le rôle de Peggy Dodd dans The Master
- Meilleur espoir : Quvenzhané Wallis dans Les Bêtes du sud sauvage (Beasts of the Southern Wild)
- Meilleur scénario : Zero Dark Thirty – Mark Boal
- Meilleur premier film : Les Bêtes du sud sauvage (Beasts of the Southern Wild) de Benh Zeitlin
- Meilleur film non-distribué : Everybody in Our Family de Radu Jude
- Meilleur film d'animation : (ex æquo)
  - L'Étrange Pouvoir de Norman (ParaNorman)
  - Rebelle (Brave)
- Meilleur film documentaire : Ceci n'est pas un film (این فیلم نیست, In film nist) de Jafar Panahi et Mojtaba Mirtahmasb
- Pire film : Cloud Atlas d'Andy et Lana Wachowski et Tom Tykwer

## Palmarès 2013
Le Village Voice Film Poll 2013 a été annoncé le 22 décembre 2013.

### Meilleur film
- Inside Llewyn Davis

### Meilleur réalisateur
- Steve McQueen pour Twelve Years a Slave

### Meilleur acteur
- Chiwetel Ejiofor pour le rôle de Solomon Northup dans Twelve Years a Slave

### Meilleure actrice
- Adèle Exarchopoulos pour le rôle d'Adèle dans La Vie d'Adèle

### Meilleur acteur dans un second rôle
- James Franco pour le rôle d'Alien dans Spring Breakers

### Meilleure actrice dans un second rôle
- Lupita Nyong'o pour le rôle de Patsey dans Twelve Years a Slave

### Meilleur scénario
- Before Midnight – Richard Linklater, Ethan Hawke et Julie Delpy

### Meilleur premier film
- Fruitvale Station de Ryan Coogler

### Meilleur film non-distribué
- Les Chiens errants (Jiao yo)

### Meilleur film d'animation
- Le vent se lève (風立ちぬ, Kaze tachinu)

### Meilleur film documentaire
- The Act of Killing (Jagal)

### Pire film
1. Only God Forgives
2. Die Hard : Belle journée pour mourir (A Good Day to Die Hard)

### Film à propos duquel tout le monde a tort
- Blue Jasmine

## Palmarès 2014
Le Village Voice Film Poll 2014 a été annoncé en décembre 2014.
- Meilleur film : Boyhood
- Meilleur réalisateur : Richard Linklater pour Boyhood
- Meilleur acteur : Jake Gyllenhaal pour le rôle de  dans Night Call (Nightcrawler)
- Meilleure actrice :
  - Marion Cotillard pour le rôle de Eva Cybulska dans The Immigrant
  - Marion Cotillard pour le rôle de Sandra dans Deux jours, une nuit
  - Scarlett Johansson pour le rôle de Lucy Miller dans Lucy
- Meilleur acteur dans un second rôle : J. K. Simmons pour le rôle de Terence Fletcher dans Whiplash
- Meilleure actrice dans un second rôle : Patricia Arquette pour le rôle d'Olivia dans Boyhood
- Meilleur scénario : The Grand Budapest Hotel – Wes Anderson
- Meilleur premier film : Mister Babadook (The Babadook) de Ryan Coogler
- Meilleur film non-distribué : Blind
- Meilleur film d'animation : La Grande Aventure Lego (The Lego Movie)
- Meilleur film documentaire : Citizenfour
- Pire film : Interstellar
- Film à propos duquel tout le monde a tort : Birdman

## Palmarès 2015
Le Village Voice Film Poll 2015 a été annoncé le 16 décembre 2015.

### Meilleur acteur
- Michael B. Jordan pour le rôle de Creed Adonis « Donnie » Johnson Creed dans Creed : L'Héritage de Rocky Balboa (2ème place)

### Meilleur acteur dans un second rôle
- Sylvester Stallone pour le rôle de Rocky Balboa dans Creed : L'Héritage de Rocky Balboa (2ème place)

## Palmarès 2016

### Pire film
- Suicide Squad